# GreenChip Cargo
GreenChip Cargo Sp. z o.o. (GCC) – polski przewoźnik kolejowy
Przedsiębiorstwo zostało powołane w 2004 roku jako CTL Train International. Stanowiło wspólne przedsięwzięcie firm CTL Logistics i Strabag. W ramach spółki GreenChip Cargo firma CTL Logistics odpowiedzialna była za wyposażenie firmy w tabor kolejowy do przewozu kruszyw, a firma Strabag za opracowanie koncepcji nowoczesnych rozwiązań logistycznych. Od 2008 roku domeną działalności przewoźnika była organizacja transportów surowców do wytwórni mas bitumicznych i betonowych.
W 2005 roku firma uzyskała licencję na przewozy kolejowe. W 2010 roku została postawiona w stan likwidacji, a w 2011 roku utraciła pozwolenie na wykonywanie towarowych przewozów kolejowych.